# Seter
Seter är en by i Osens kommun i Trøndelag fylke i mellersta Norge. Byn ligger vid änden av fylkesväg 6304, på norra sidan av Svesfjorden. Härifrån går den enda fasta förbindelsen med kommunens centralort Osen genom angränsande Flatangers och Namsos kommuner, en omväg på cirka 120 kilometer.